# Jorge Falleiros
Jorge Falleiros(Patrocínio Paulista, 3 de novembro de 1898 — São José dos Campos, 19 de novembro de 1924) foi um jornalista, professor e poeta brasileiro com características da segunda geração romântica.

## Contexto Vida e Obra
Ainda pequeno, aos sete anos, Jorge Falleiros, juntamente com seus pais, se muda de Patrocínio do Sapucay, hoje Patrocínio Paulista, para Ituverava. Por esse motivo, Silveira Bueno (1989, p.15), escreve equivocadamente no prefácio de Nirvana, que Jorge Falleiros nasceu em Ituverava.
Na juventude, Jorge é mandado para Batatais, onde ingressa no seminário diocesano, com um forte desejo de se tornar padre. Escreve ali, seus primeiros versos descobrindo seu talento para a poesia. 
Também em Batatais, sente os primeiros sintomas da tuberculose. 
De Batatais, é transferido para o Seminário Episcopal de Pirapora, onde conhece dois grandes amigos, Silveira Bueno e Castro Nery (que viria a ser o único a seguir carreira sacerdotal).
Logo, Falleiros abandona o seminário, ao perceber que aquela não era a sua vocação. Abandona a batina, que os seminaristas e os padres daquela época usavam e volta à vida profana, porém não encontrando a paz e a felicidade a qual buscava. Após abandonar o seminário, Se dedica ao magistério e ao jornalismo. Faz planos e imagina livros que jamais viriam a ser publicados, com exceção de Nirvana, publicado  um ano após a sua morte. Comenta Brasil Bradeschi (1985): “alguma coisa já não estava ao alcance de sua mão, um amor impossível, desses dos velhos tempos. No soneto Autobiografia, se vislumbra alguma coisa desse amor”.
No prefácio de Nirvana, Silveira Bueno escreve que conheceu Jorge Falleiros, jovem engraçadíssimo e comunicativo, cheio de vida e de planos que viriam a ser destruídos pela sua doença. Por causa dessa doença, afasta-se do mundo e se apega à religião, na esperança de encontrar cura, tanto para a tuberculose como para a sua doença emocional, decorrente da tuberculose. Em novembro de 1924, passa por São José dos Campos em busca da cura, mas encontra a morte.
	No ano de 1925, escreveu Silveira Bueno:
A existência no seminário transformou completamente a personalidade de Jorge Falleiros. Entrara moço, admirando a vida, amando o Sol, desafiando a luta mordaz, em pleno viço, em plena alegria, e saia, engelhado, impenetrável, poeta amarguradíssimo, temeroso da luta, idólatra da morte. (Almanaque Histórico de Patrocínio Paulista, p. 112) 
É o próprio Silveira Bueno (1989, p.17) quem reafirma a mudança no poeta: “A vida no seminário, foi para Jorge, o começo de sua ruína física e intelectual”. Segundo ele, Jorge Falleiros perdeu no seminário sua saúde e foi sufocado pelo pessimismo; além disso, vivia um conflito interior: a indecisão entre o sacerdócio e o mundo, entre o seminário e o lar.
E então a amargura tomou por completo Jorge Falleiros.
Em um momento dentro do seminário, Falleiros escreveu estes amargurados versos:
"Tarde .. cinza que vem do céu! Passado...
O coração em cinza, em pó!
La fora tanta luz, tantas flores no prado,
Tanta gente feliz, tanto noivado
E aqui dentro eu tão só!”
(Falleiros,1989  p.28)
Em 1924, Silveira Bueno, conforme expõe no prefácio, já havia combinado a publicação de Nirvana com Monteiro Lobato, mas Jorge Falleiros preferiu adiar a publicação, que só viria a ocorrer após sua morte. 
A poesia de Falleiros externaliza os sentimentos do poeta, sua agonia, sua solidão e o sentimento de proximidade da morte.

## Características Românticas em Falleiros
Algumas características do Romantismo : 
É possível apontar, no amplo e diversificado movimento romântico, algumas tendências básicas da poesia de Jorge Falleiros: 
•	Exaltação dos sentimentos pessoais, muitas vezes até autopiedade;
•	Exaltação de seu “eu” – subjetivismo;
•	Expressão dos estados da alma, das paixões e emoções, da fé, dos ideais religiosos;
•	Valores nacionais e populares;
•	Desejo de liberdade, de igualdade e de reformas sociais;
•	Valorização da Natureza, que é vista como exemplo de manifestação do poder de Deus e como refúgio acolhedor para o homem que foge dos vícios e corrupções da vida em sociedade; em alguns casos, fuga da realidade através da arte (direção histórica e nacionalista ou direção idílica e saudosista);  
•	Mal do Século - voltando-se inteiramente para dentro de si mesmos, esses poetas expressaram em seus versos pessimistas um profundo desencanto pela vida. Muitos marcados pela tuberculose, que os levou à morte.
A poesia de Falleiros enquadra-se no movimento literário do romantismo e possui muitas características desse movimento. As principais características que podemos destacar são as descritas nos tópicos abaixo.

## A idealização, fuga da realidade através da arte
Jorge Falleiros tem como uma de suas características a idealização, ou seja, imagina vários temas e os idealiza da forma que ele gostaria que fossem e não da maneira que realmente são. 
No soneto “Minha flor de cinamomo”, o eu lírico idealiza a mulher como um ser inatingível e o amor como algo inalcançável.
Ela era para mim a flor do cinamomo
De um parque medieval, murado com desvelo;
Ela era a castelã inacessível, como
Se fosse a encarnação de tudo quanto é belo.
Eu fui menestrel que, de assomo em assomo,
E só tendo de meu uma lança e um murzelo,
Afrontando brasões, vigias e mordomo
Penetrei os umbrais do encantado castelo.

Ela disse: Vilão! Mendigo! Forasteiro
E desde aquela vez o afoito cavaleiro
Vive a implorar o pão, de postigo em postigo.

E desde aquela vez o nome d’uma fada
Ficou a reflorir na ponta d’uma espada
E a espada a rebrilhar nas loas de um mendigo...
(FALLEIROS, 1989, p.62,)

## Subjetivismo, a exaltação do “Eu”
No poema anterior, podemos destacar na segunda estrofe mais uma das características românticas presentes em Falleiros, o subjetivismo. 
A presença do “Eu”, externando o sentimento do poeta:

Eu fui menestrel que, de assomo em assomo,
E só tendo de meu uma lança e um murzelo,
Afrontando brasões, vigias e mordomo
Penetrei os umbrais do encantado castelo”
(FALLEIROS, 1989 p.62)

## Valorização do sonho e do sentimentalismo
Na poesia de Falleiros, podemos perceber mais uma característica do romantismo: 
A valorização do sonho e também a presença do saudosismo.  
Vejamos, nas primeiras duas estofes do poema “Tardes minhas”, de 1917, como o autor expressa essas características:

Tardes minhas

"Eu sinto daquelas tardes
Não sei que saudade intensa,
Não sei que infinda saudade
Não sei que saudade imensa!

No espaço sonhos etéreos;
Na natureza mui sorriso;
Devem ser como essas tardes
As tardes do Paraíso”
(FALLEIROS, 1989  p.91.)

Como podemos perceber, o eu lírico demonstra um sentimento saudosista com relação às tardes de outrora. O sentimentalismo, uma das características do romantismo, é sempre muito explícito na obra de Falleiros. Como expôs Vioto e Nascimento (2001), em trabalho de conclusão de curso: 
A relação entre Jorge e o mundo é sempre mediada pela emoção, seja diante de um tema amoroso, político, social, indianista, ou do tratamento literário que revela grande sentimento emocionado do artista em relação ao assunto tratado. Certos sentimentos, como saudade tristeza e desilusão são constantes nos textos românticos 
(VIOTO; NASCIMENTO, 2001, p.22)
No soneto “Minha Terra”, Falleiros, que por muito tempo esteve afastado de sua terra natal, Patrocínio Paulista, expõe em versos, seu sentimento saudosista.
Vejamos no último terceto, a expressão desse sentimento:

Venho tão pobre... vê como estou maltrapilho
Ah! Não mais te conheço a ti que és minha terra,
Não me conheces mais a mim que sou teu filho!
(FALLEIROS,1989  p.58)

## Culto à natureza e o sentimento nacionalista
Um dos temas mais abordados na poesia de Falleiros, que também vem a ser uma das características dos românticos, é a natureza, principalmente, a beleza da natureza brasileira. 
Acompanhe os versos a seguir, na versão original de 1925, sem atualização ortográfica, do poema “Hymno ao sol”

Hymno ao sol

Oh! sol dourado, oh! sol bemdito, oh! sol ardente
do Brasil, tropical, grão-visir do infinito,
senhor do mundo, autor da vida que é latente,
tu, meu pae, tu, oh! sol, se és deus ouve meu grito!
Mitiga a dôr humana, aberto num sorriso,
desfaze a treva, accende o dia, o mundo invade,
desvenda lá no espaço o azul do paraiso
e espalha aqui na terra a luz da liberdade.

## Gosto pelo noturno
No silêncio da noite, o poeta romântico busca em seus sentimentos mais profundos de tristeza e pessimismo inspiração para seus poemas. 
Podemos encontrar em Falleiros esse gosto pelo noturno:

Silencio, A noite é deusa. Ao esbranquear os ossos,
Perambulam fantasmas.
Do chão do cemitério onde ladram molossos
Se evapora no espaço o mau cheiro dos miasmas.
(FALLEIROS,1989  p.34)

## Religiosidade
Na poesia de Falleiros, podemos notar a presença constante de aspectos religiosos, onde o autor demonstra sua fé e sua credulidade. Como os poetas românticos que vieram antes dele, usa a religião como uma “muleta” e observa suas frustrações e refugia-se da realidade.
Meu Jesus, misericórdia
Do contrito pecador
Eu quero a tua concórdia
Misericórdia Senhor
(FALLEIROS,1989  p.96) 
	A obra de Jorge Falleiros, Nirvana, que fora por muito tempo esquecida, é hoje aqui resgatada como uma das mais belas e importantes obras dotadas de romantismo. O poeta não pode ser alçado à categoria de poeta do romantismo brasileiro, ao lado de Gonçalves de Magalhães, Gonçalves Dias, Álvares de Azevedo, Casimiro de Abreu, Junqueira Freire, Fagundes Varela e Castro Alves, mas é inegável seu romantismo e sua preferência pela estética literária romântica na concepção de sua poética. Portanto, Jorge Falleiros, apesar de não ter vivido a segunda geração romântica, possui fortes características dessa fase do romantismo.